# Rövidítési tényező
A rövidítési tényező az antennatechnikában használatos tényező, az antennaelemek méretezésénél használják. Értéke az adott antennaelem vastagságától függ, minél vastagabb elemekből készül az adott antennaelem, annál nagyobb mértékben szükséges lerövidíteni a számított rezonanciahosszhoz képest. A gyakorlatban kb. 2 ~ 8 %-os rövidülési értékeket kapunk.
A rövidítési tényezőt a képletekben k betűvel jelöljük. A rövidítési tényezőt gyakran nevezik még rövidülési tényezőnek is.

## Számítása
A rövidítési tényező az adott antennaelem alaki tényezőjének függvényében számítható, az alábbi közelítőképlet alapján:
{\displaystyle k\approx 1.008-{\frac {1}{2\log {\sqrt {{\sqrt {c}}+M^{4}}}}}}
- M - alaki tényező
- c - fény sebessége (299 792 458 m/s)
- k - rövidítési tényező

Értéke meghatározható az alábbi nomogram alapján is: